# NGC 1052-DF2
NGC 1052-DF2 est une galaxie ultra-diffuse de la constellation de la Baleine identifiée lors de l'étude des images grand champ du groupe de NGC 1052 par le Dragonfly Telephoto Array (en). Cette galaxie contiendrait peu ou pas du tout de matière noire, et serait alors la première de ce type à être identifiée. L'identification d'une seconde galaxie ultra-diffuse dépourvue de matière noire, appelée DF4, a été publiée en mars 2019.
La distance de cette galaxie à la Terre, estimée par fluctuation de la brillance de surface, est d'environ 19,0 ± 1,7 Mpc (∼62 millions d'al). On pense qu'elle est associée à la galaxie elliptique NGC 1052, à une distance d'environ 80 kpc (∼261 000 al) de cette dernière,.
Le défaut de matière noire dans cette galaxie pourrait permettre d'établir l'existence réelle de cette matière noire par rapport à la théorie de la dynamique newtonienne modifiée (MOND) : cette dernière devrait en effet toujours pouvoir être observée, et l'absence d'observation dans certains cas mettait la théorie MOND en défaut. D'autres études sont cependant nécessaires avant de pouvoir trancher. Si elle se confirme, l'absence de matière noire dans cette galaxie nécessiterait également de revoir les théories relatives à la formation des galaxies, dans la mesure où la matière noire est conçue comme un élément nécessaire à ce processus.
Une étude ultérieure avait montré que la galaxie contiendrait davantage de matière noire qu'initialement estimé, avec un rapport masse/luminosité dans la borne inférieure des valeurs attendues pour une galaxie naine ; d'autres études, ainsi que l'identification d'une seconde galaxie ultra-diffuse, NGC 1052-DF4, qui semble également présenter un déficit de matière noire, viennent cependant contredire ces indications. Dans le cas de cette dernière, une étude de 2020 semble indiquer que la perte de matière noire serait due à une absorption par une galaxie voisine.